# Fritz Von Erich
Jack Barton Adkisson (16 de Agosto de 1929 - 10 de setembro de 1997) foi um lutador de wrestling profissional com o ring name de Fritz Von Erich, melhor conhecido hoje como promotor de wrestling e patriarca da família Von Erich. Ele também foi dono da World Class Championship Wrestling.

## Carreira no futebol
Adkisson estudou na Universidade Metodista Meridional, aonde ele jogou futebol. Ele jogou por uma temporada para a extinta Dallas Texans.

## Wrestling profissional

### Começo de carreira e treinamento
Em Edmonton, ele conheceu o lendário lutador e treinador Stu Hart, e Hart decidiu treiná-lo e levá-lo para sua companhia chamada Klondike Wrestling, dando o nome para ele de Fritz Von Erich e treinando seu "irmão" Waldo Von Erich como uma dupla nazista (nazista eram vilões populares no wrestling nos anos 50 e 60). Adkisson era irmão mais velho de Jack Barton Adkisson, Jr.  que nasceu em 21 de setembro de 1952. Ele, no entanto, morreu em 1959 depois de ser eletrecutado acidentalmente, e Jack Sr. parou de viajar para a costa oeste, permitindo Waldo usasse Von Erich na World Wide Wrestling Federation.

### 1960
Apesar da morte de Jack Jr., Adkisson continuou viajando e lutando. Seu maior período lutando foi com Sam Muchnick na NWA. Ele lutou lá até 1967, quando ele voluntariamente deixou após perder uma luta contra o campeão da NWA World Heavyweight Championship Gene Kiniski. No final de 1960, com a volta de Muchnick, Adkission se tornou produtor de wrestling.

### Japão
Adkisson foi uma parte da construção do wrestling japonês depois da morte de Rikidözan.

## Vida pessoal
Adkisson se casou com Doris J. Smith em 23 de Junho de 1950. Juntos, eles tiveram seis filhos: Jack Barton, Jr. (nasceu em 21 de Setembro de 1952), Kevin, David, Kerry, Mike e Chris. De todos os filhos, apenas Kevin está vivo. O casal se separou e Doris pediu o divórcio em 21 de Junho de 1992 depois de 42 anos de casamento.
Adkisson morreu de câncer no pulmão e no cérebro em 10 de setembro de 1997. Seu funeral foi feito na 1st Baptist Church em Dallas, Texas. Seu corpo foi cremado com suas cinzas enterrada junto com do seu quarto filho, Kerry.